# Roberto Tomasini
Roberto Jorge Tomasini (Temperley, 15 de abril de 1929 - 12 de septiembre de 2015) fue un ingeniero argentino, que ejerció como ministro de Obras Públicas de la Nación durante la presidencia de Raúl Alfonsín.
Era afiliado a la Unión Cívica Radical. Estudió en la Universidad de Buenos Aires y participó en la huelga estudiantil de 1954, por la cual fue arrestado durante varios meses. Se recibió de ingeniero civil y agrimensor, con especialidad en ingeniería de puentes y caminos.
Durante muchos años fue investigador y docente, y trabajó en la ONU, y en 1983 fue nombrado Ministro de Economía de la provincia de Buenos Aires durante la gestión de Alejandro Armendáriz.
En mayo de 1985 falleció el ministro de Defensa Raúl Borrás, por lo que el presidente Raúl Alfonsín quiso reemplazarlo por otro hombre de su máxima confianza, eligiendo a Roque Carranza, que era en ese momento ministro de Obras y Servicios Públicos. Para reemplazar a este, nombró a Roberto Tomasini. Durante su gestión se construyó el gasoducto Neuba II, que conecta la provincia del Neuquén con el Gran Buenos Aires, gracias al cual se pudo expandir la generación de energía eléctrica sobre la base de gas natural.
Posteriormente fue embajador argentino en México, ocupando el cargo hasta el final del gobierno de Alfonsín.
Tras el final del gobierno de Alfonsín, volvió a la actividad docente ocupando varios cargos como director, como en la Maestría en Gestión de Micro, Pequeñas y Medianas Empresas, de la Universidad Nacional de Lanús, el Centro de Investigaciones para el Desarrollo Productivo en el Departamento de Economía, Organización y Legal de la Facultad de Ingeniería de la UBA. Fue también profesor titular de la cátedra de Métodos de Evaluación de Proyectos en la Escuela de Posgrado en Planificación Urbana y Regional de la Facultad de Arquitectura de la Universidad de Buenos Aires. En 2001 fue uno de los fundadores del Grupo Fénix, que redactó el Plan Fénix para "la reconstrucción de la economía argentina para el crecimiento con equidad".
Falleció el 12 de septiembre de 2015.

## Honores
- Italia - Caballero de Gran Cruz de la Orden al Mérito de la República Italiana, 26 de marzo de 1986.[9]